# Dinagapostemon uyacanus
Dinagapostemon uyacanus är en biart som först beskrevs av Cockerell 1949.  Dinagapostemon uyacanus ingår i släktet Dinagapostemon och familjen vägbin. Inga underarter finns listade i Catalogue of Life.